# Friska Viljor FC
Friska Viljor FC ist ein schwedischer Fußballverein. Der aus Örnsköldsvik stammende Klub ist die ehemalige Fußballabteilung des IF Friska Viljor. Sowohl der 1994 ausgegliederte Klub als auch der Vorgänger spielten jeweils in der zweiten Liga.

## Geschichte
IF Friska Viljor gründete sich 1905. Beim in Norrland beheimateten Verein standen zunächst nordische Skisportarten wie Skispringen und Nordische Kombination im Vordergrund. Alsbald entstand beim Klub eine Fußballmannschaft. Da Norrland anfangs nicht an der schwedischen Ligapyramide teilnahm, spielte der Klub um die Norrländska Mästerskapet. Bei dem Wettbewerb gelang 1943 der Finaleinzug, der mit einem Sieg gegen IFK Holmsund mit dem ersten Titelgewinn der Vereinsgeschichte gekrönt wurde.
Bei Öffnung der Ligapyramide für das gesamte Schweden zur Spielzeit 1952/53 gehörte die Fußballmannschaft des IF Friska Viljor zu den Gründungsmitgliedern der drei Norrland-Staffeln, die in die dritte Liga integriert wurden. Im zweiten Jahr der Zugehörigkeit zur dritten Liga gelang 1954 in der Staffel Mellersta Norrland der Staffelsieg, so dass die Mannschaft erstmals in die Zweitklassigkeit aufstieg. Als Drittletzter der Tabelle verpasste der Klub den Klassenerhalt und stieg mit IF Älgarna und Skutkärs IF wieder ab. Nach dem sofortigen Wiederaufstieg als Staffelsieger beendete der Klub mit einem Punkt Rückstand auf Gefle IF die Spielzeit erneut auf einem Abstiegsplatz.
Dieses Mal dauerte es zwei Spielzeiten, bis die Fußballmannschaft des IF Friska Viljor als Staffelsieger in die zweite Liga zurückkehrte. In der Zweitliga-Spielzeit 1960 gelang als Tabellensechster der Klassenerhalt. In der folgenden Saison belegte die Mannschaft einem Punkt hinter IFK Kalix abermals einen Abstiegsplatz und trat gemeinsam mit Sollefteå GIF und IFK Östersund den abermaligen Gang in die Drittklassigkeit an. Der Klub etablierte sich in der Folge auf dem dritten Spielniveau. 1966 wiederholte er den Staffelsieg und schaffte mit dem vierten Rang in der anschließenden Zweitligaspielzeit die bis dato beste Vereinsplatzierung. 1968 stieg IF Friska Viljor in die dritte Liga ab. Dort etablierte die Mannschaft sich im mittleren Tabellenbereich. 1973 erspielte sie sich erneut den Staffelsieg, in der Aufstiegsrunde verpasste sie hinter Gefle IF und Skellefteå AIK den Wiederaufstieg. 1975 rutschte der Klub in die Viertklassigkeit ab und verschwand somit längere Zeit vom höherklassigen Fußball.
1994 teilte sich IF Friska Viljor auf und die einzelnen Abteilungen des Vereins wurden eigenständig. Der Friska Viljor FC startete als Sechstligist und gewann im folgenden Jahr seine Staffel. Anschließend folgte innerhalb on vier Jahren der Durchmarsch in die Drittklassigkeit. Als Neuling schaffte der Klub in der Spielzeit 1999 in der Staffel Norrland als Tabellensechster den Klassenerhalt. Nach weiteren Mittelfeldplätzen überraschte der Klub in der Spielzeit 2003 und zog als Staffelsieger in die Aufstiegsrunde zur Superettan ein.
Die zweite Liga erwies sich als zu stark für Friska Viljor FC. Nach sechs Saisonsiegen aus 30 Spielen stieg der Klub zusammen mit Erstligaabsteiger Enköpings SK und Mitaufsteiger IK Brage in die dritte Liga ab. Hier belegte die Mannschaft den achten Platz und wurde somit Opfer einer Ligareform, da die vier Drittligastaffeln zu zwei Staffeln konzentriert wurden. In der vierten Liga verpasste sie als Tabellensiebter den Wiederaufstieg und platzierte sich in den folgenden Jahren im mittleren Tabellenbereich. 2009 beendete der Klub die Spielzeit auf einem Abstiegsplatz. Nach mehreren Jahren in der Fünftklassigkeit gelang Ende 2015 der Wiederaufstieg in die viertklassige Division 2. Dem direkten Wiederabstieg folgte der erneute Aufstieg und Ende 2023 als Meister der Division 2 Norrland der Aufstieg in die drittklassige Division 1. In der Spielzeit 2024 belegte der Aufsteiger nach fünf Saisonsiegen den letzten Tabellenplatz und stieg wieder ab.